# Epidendrum gasteriferum
Epidendrum gasteriferum är en orkidéart som beskrevs av Scheeren. Epidendrum gasteriferum ingår i släktet Epidendrum och familjen orkidéer. Inga underarter finns listade i Catalogue of Life.